# Eochaid II Salbuide
Eochaid II Salbuide („z Żółtymi Piętami”) mac Lothair – legendarny król Ulaidu z dynastii Milezjan (linia Ira, syna Mileda) w latach 75-72 p.n.e. Objął tron Ulaidu po swym kuzynie, Bressalu I Bodiobadzie („Pozbawionym Krów”). Ten był także zwierzchnim królem Irlandii. Władza zwierzchnia przeszła na Lugaida IV Laigne.
Informacje o Eochaidzie czerpiemy ze źródeł średniowiecznych, np. „Laud Misc. 610” z XV w., gdzie zanotowano na jego temat: Eochu Sálbuide m[a]c Loth[air] .xxx. blī[adn]a (fol. 107 a 32). Podano tutaj małymi literami rzymską cyfrę XXX, oznaczającą trzydzieści. Umieszczono go błędnie na liście. Powinien być po Bressalu, a nie przed nim. Podano także błędną liczbę lat jego rządów. Panował trzy lata, a nie trzydzieści, nad Ulaidem z Emain Macha. Jego następcą na tronie Ulaidu został Congal I Clairingnech („z Broad Nails”), a nie Bressal Bodiobad. Eochaid pozostawił po sobie córkę Ness. Ta miała męża Fachtnę Fathacha („Rozważnego”) mac Cais, króla Ulaidu oraz zwierzchniego króla Irlandii. Z Cathbadem, synem arcykróla Congala I Clairingnecha, miała słynnego syna Conchobara mac Nessa, przyszłego króla Ulaidu. Stąd wyniknął błąd w niektórych źródłach średniowiecznych, że ten był synem Fachtny.